# Velenje
Velenje – miasto w północno-wschodniej Słowenii, siedziba gminy miejskiej Velenje. W 2017 roku liczyło 24 923 mieszkańców.
W latach 1981–1990 miasto nosiło nazwę Titovo Velenje.
W mieście znajdowała się także średnia skocznia narciarska. Ma tam również siedzibę muzeum górnictwa.
Od 1970 roku Velenje jest miastem partnerskim niemieckiego Esslingen am Neckar.
Miasto jest siedzibą firmy Gorenje produkującej sprzęt AGD.